# Siège de Wark
Pour les articles homonymes, voir Wark (homonymie).
 (février 2018).
Guerre de Cent Ans
Batailles
Le siège de Wark a lieu en juillet 1385 pendant la guerre de Cent Ans. Assisté par ses alliés écossais, l'amiral français Jean de Vienne assiège la forteresse anglaise de Wark, située dans le Northumberland, dans le Nord de l'Angleterre. Même si la victoire des Français est indéniable, ils échouent à en tirer un plein avantage et rembarquent quelques mois plus tard pour la France.

## Guerre maritime dans la Manche
Le 1er mai 1385, la trêve conclue entre l'Angleterre et la France à Leulinghem l'année précédente expire. Craignant un débarquement français en Angleterre, le roi Richard II ordonne à sa marine de bloquer le port flamand de L'Écluse, où est stationnée la flotte française. Richard a des raisons de redouter la marine française car, depuis 1377, les raids français le long de la côte anglaise se sont multipliés. Ainsi, la Manche repasse sous contrôle français.

## Débarquement en Écosse de Jean de Vienne
Ayant brisé le blocus anglais de L'Écluse le 14 mai, l'amiral Jean de Vienne décide de débarquer en Écosse afin de prendre à revers les troupes anglaises. La France et l'Écosse sont unies depuis 1295 par une alliance défensive contre l'Angleterre : il s'agit de la Auld Alliance. Cette alliance a été renouvelée à plusieurs reprises au cours de la guerre de Cent Ans et l'avènement en 1371 du très francophile Robert II d'Écosse semble favoriser les intérêts français. 
Charles VI de France, désormais majeur, cherche à achever la guerre de Cent Ans par une victoire française éclatante. Aussi cherche-t-il à porter la guerre sur le sol anglais. Il organise un double débarquement en Angleterre. D'abord, Jean de Vienne débarque en Écosse pour rejoindre ses alliés : sa flotte constituée de 4 000 hommes jette l'ancre à Leith et à Dunbar. Un autre débarquement doit avoir lieu dans le sud de l'Angleterre sous le commandement du connétable Olivier V de Clisson.

## Campagne française en Angleterre
Aussitôt débarqué en Écosse, Jean de Vienne est conscient que l'atmosphère est profondément tendue. Les Écossais sont assez réticents à envahir leur voisin anglais alors qu'ils sont en paix avec lui depuis 1357. Jean de Vienne achète alors le soutien écossais en leur fournissant immédiatement quelques milliers de florins. Jean de Vienne franchit enfin la frontière anglaise début juillet avec sous ses ordres 30 000 hommes.
Jean de Vienne se dirige rapidement vers la forteresse de Wark, qu'il assiège. Les Écossais avaient tenté de s'emparer de ce poste frontalier stratégique sous le règne de David II. Bien mieux équipés que leurs alliés, les Français mènent un siège efficace et, au bout de quelques jours seulement, parviennent à franchir les murailles de Wark grâce aux grandes échelles qu'ils ont apportées avec eux. Le chroniqueur français Jean Froissart relate l'épisode, décrivant les Écossais « immobiles comme des statues » car médusés par la victoire si prompte de leurs alliés. Wark est alors détruite par les Français. Après leur victoire, les Français gagnent Morpeth.

## Représailles anglaises
Alarmé par les nouvelles de l'invasion française, Richard II a rassemblé dès le 14 juillet ses barons à Newcastle-upon-Tyne. Un contingent anglais destiné vers la Guyenne est redirigé vers Wark également. Richard et son armée rejoignent rapidement le Northumberland et se retrouvent à quelques kilomètres de Morpeth. Informé que l'armée anglaise est deux fois plus grande que la sienne, Jean de Vienne quitte Morpeth le 3 août 1385 et ravage les comtés de Cumberland et Westmoreland. Changeant de direction à Strafford, il échoue devant Carlisle et rentre en précipitation en Écosse.
Pendant ce temps, Richard a envahi l'Écosse. Il s'empare d'Édimbourg qu'il met à feu et à sang. L'armée écossaise mène alors une guérilla contre les troupes anglaises et évite de rencontrer l'ennemi à terrain découvert. À l'automne, Richard rentre bredouille sans avoir rencontré l'ennemi écossais.

## Rembarquement français
Craignant une recrudescence des raids anglais, les Écossais persuadent leur allié Jean de Vienne de quitter leur pays. Jean de Vienne rembarque avec ses hommes pour la France le 28 octobre 1385. Les relations franco-écossaises sont gravement secouées par l'échec de la campagne. Jean Froissart note que la noblesse française « souhait[ait] que le roi de France fasse une trêve avec les Anglais pendant deux ou trois ans, puis marche sur l'Écosse et la détruise complètement ». 

## Conséquences
Pourtant, la défaite anglaise lors de la bataille d'Otterburn en 1388 conduit à un prolongement de la trêve de Leulinghem entre les trois royaumes l'année suivante. Elle dure jusqu'en 1402, date à laquelle l'Écosse envahit à nouveau l'Angleterre. En 1418, la Auld Alliance est suffisamment renforcée pour que l'Écosse fournisse à la France un corps expéditionnaire afin de repousser les armées du roi Henri V d'Angleterre.